# Risiophlebia dohrni
Risiophlebia dohrni – gatunek ważki z rodziny ważkowatych (Libellulidae).